# Мактан
Остров Мактан е малък коралов остров, разположен на няколко километра югоизточно от остров Себу във Филипините. Островът е част от провинция Себу. Свързан е със Себу посредством 2 моста. Единият от тях се нарича Марсело Фернан. Остров Мактан е мястото, където на 27 април 1521 г. умира Фернандо Магелан. През 1886 г. се издига паметник на мястото на неговата гибел. Има и няколко паметника на местния вожд Лапу-Лапу, в бой с когото умира Магелан.